# The Messengers (série télévisée)
Pour les articles homonymes, voir Messenger.
The Messengers ou Les Messagers au Québec est une série télévisée américaine en treize épisodes de 42 minutes créée par Eoghan O'Donnell et diffusée entre le 17 avril et le 24 juillet 2015 sur le réseau The CW et le lendemain sur le service Shomi au Canada.
En France la série a été diffusée du 8 octobre au 5 novembre 2015 sur 6ter‚ puis rediffusée à partir du 26 janvier 2017 sur M6. Elle est sortie en streaming le 28 janvier 2022  sur MyTF1. Au Québec, elle a été diffusée dès le 24 novembre 2015 sur Ztélé ; en Belgique, à partir du 23 décembre 2015 sur RTL-TVI. Néanmoins, elle reste inédite en Suisse.

## Synopsis
Ce qui semble être un astéroïde tombe sur terre en plein désert. L'onde de choc provoque la mort de cinq personnes qui reviennent miraculeusement à la vie quelques instants après. Ces personnes sont :
- Vera Buckley, une radio-astronome vivant au Nouveau-Mexique. Elle est à la recherche de son fils, Michael, kidnappé sept ans auparavant ;
- Erin Calder de Tucson, en Arizona, qui a fui son ex-mari, un policier violent, pour protéger sa fille, Amy ;
- Peter Moore, lycéen à Little Rock, Arkansas, un orphelin à tendances suicidaires en conflit avec ses parents adoptifs ;
- Raul Garcia, un trafiquant repenti devenu agent fédéral. Il cherche à échapper à sa dangereuse mission d'infiltration auprès des cartels de la drogue mexicains pour qui il travailla jadis ; et
- Joshua Silburn, un ancien drogué reconverti en télévangéliste charismatique à Houston, au Texas. Il a quitté sa femme qui le trompait avec son père.

Réunis par le destin et la prophétie biblique, ces "messagers" (en fait les Anges de l'Apocalypse) apprennent qu'ils ont maintenant des dons surnaturels. Ils tentent de déjouer les plans du diable et d'empêcher les Quatre Cavaliers de l'Apocalypse de réveiller leur nature.

## Distribution

### Acteurs principaux
- Shantel VanSanten (VF : Marie Diot) : Vera Buckley
- J. D. Pardo (VF : Jean-François Cros) : Raul Garcia
- Joel Courtney (VF : Thomas Sagols) : Peter Moore
- Jon Fletcher (VF : Adrien Larmande) : Joshua Silburn, Jr.
- Sofia Black D'Elia (VF : Victoria Grosbois) : Erin Calder
- Diogo Morgado (VF : Anatole de Bodinat) :Le Diable
- Anna Diop (VF : Fily Keita) : Rose Arvale
- Craig Frank (VF : Jean-Baptiste Anoumon) : Alan Harris

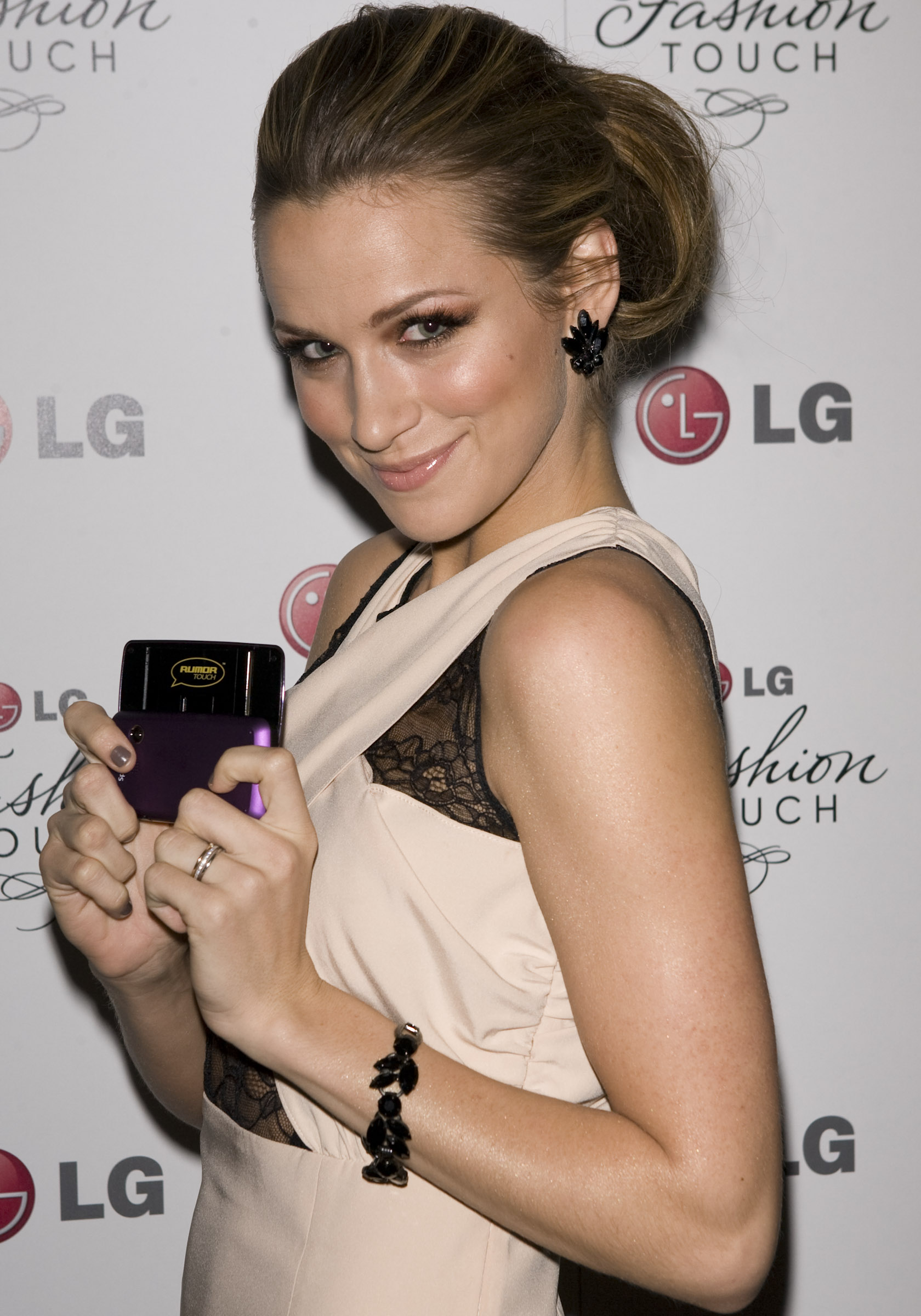
Shantel VanSanten interprète Vera Buckley.
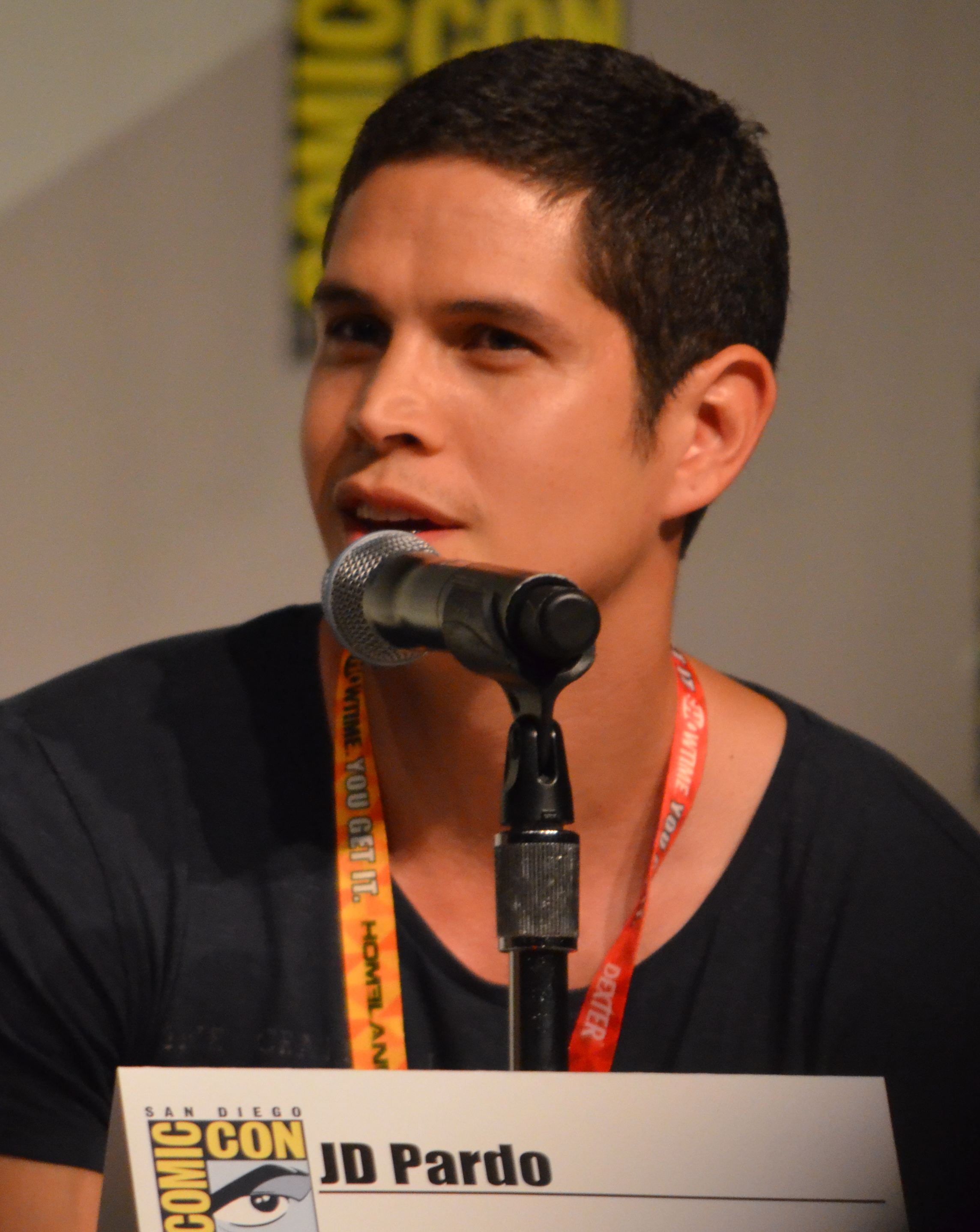
J. D. Pardo interprète Raul Garcia.
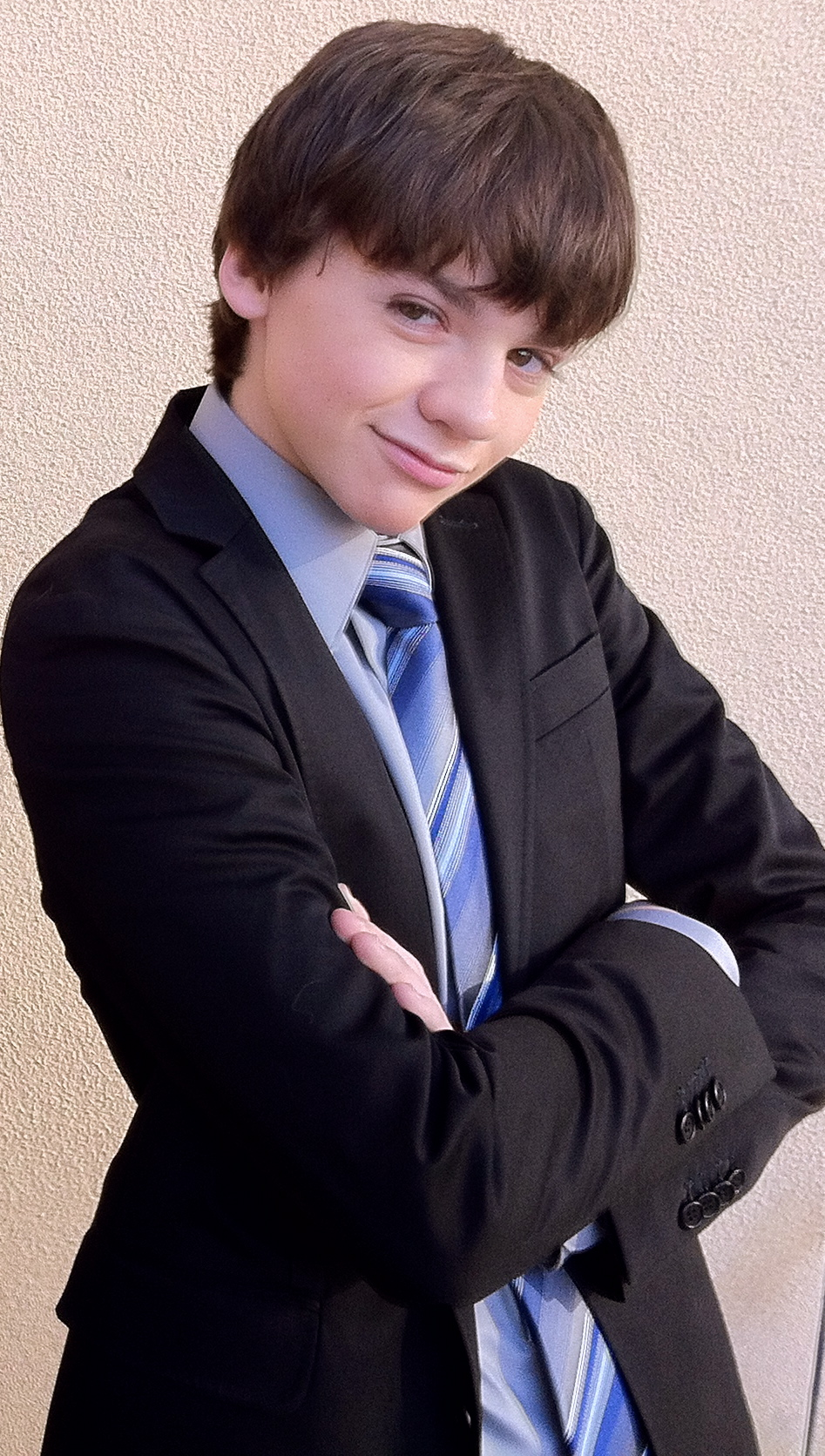
Joel Courtney interprète Peter Moore.
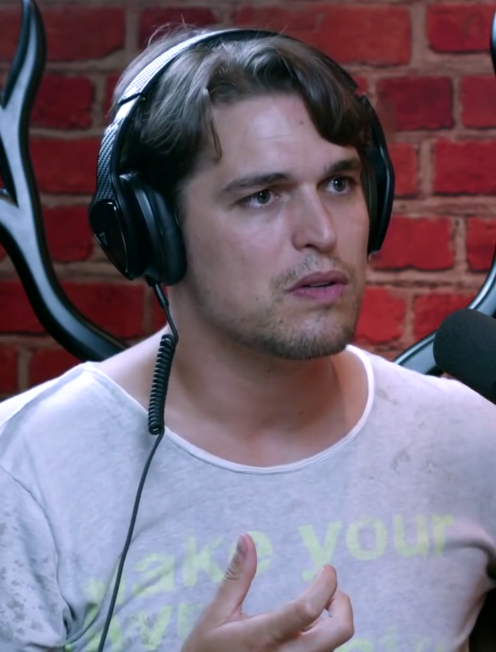
Diogo Morgado interprète Le Diable.

### Acteurs récurrents
- Madison Dellamea (VF : Bianca Tomassian) : Amy Calder (12 épisodes)
- Brittany O'Grady (VF : Joséphine Ropion) : Nadia Garcia (11 épisodes)
- Lauren Bowles (VF : Laurence Breheret) : Sénatrice Cindy Richards (10 épisodes)
- Jessika Van (VF : Marjorie Lhomme) : Koa Lin (9 épisodes)
- Sam Littlefield (VF : Nessym Guetat) : Leland Schiller (9 épisodes)
- Jennifer Griffin : Eliza Shepard (7 épisodes)
- Riley Smith : Mark Plowman (6 épisodes)
- Victor Slezak (en) : Joshua Silburn, Sr. (6 épisodes)
- Zeb Sanders : Michael (5 épisodes)
- Navid Negahban : premier ministre Nazar, de l'Afghanistan (4 épisodes)
- Lane Garrison (VF : Emmanuel Rausenberger) : Ronnie (4 épisodes)
- Loren Escandon : Gabriela (4 épisodes)
- David House : Captain Zach Barton (4 épisodes)
- Jamie Bamber : Vincent Plowman (3 épisodes)
- Winston Duke : Zahir Zakaria (3 épisodes)
- Justin Bruening (VF : Franck Lorrain) : Leo Travers (3 épisodes)

### Invités
- Miguel Martinez : El Jefe
- Jason Dohring : Jeff Faiburn
- Elizabeth Bogush : Kay Faiburn
- Robb Moon : Le patron de "Last Supper Bar & Grill"
- Lexi Atkins : Alice
- Katy Rowe : Charlotte Silburn
- Bernardo Saracino : Cesar Garcia
- Lauren Escandon : Gabriela Garcia
- Navid Negahban : Premier ministre afghan
- Hannah Marshall : Hope Silburn
- Roberta Isgreen : Margaret Schiller
- J.B. Tuttle : Dave Cooper
- Fawnda McMahan : Melissa Cooper
- Jamie Bamber : Vincent Plowman
- Jodi Lynn Thomas : Anne Moore
- Jack O'Donnell : Docteur Simon
- Toby Azeem : Un patient

VF réalisée par la société de doublage Dubbing Brothers
 Source et légende : version française (VF) sur RS Doublage.

## Développement

### Production
Début février 2014, The CW commande le pilote de la série, avec Eoghan O'Donnell à l'écriture.
Le 8 mai 2014, le réseau The CW annonce officiellement, après le visionnage du pilote, la commande du projet de série.
Le 11 janvier 2015, The CW annonce la diffusion au 10 avril 2015, avant de la repousser une semaine plus tard le 17 avril 2015.
Le 7 mai 2015, après les audiences décevantes des trois premiers épisodes, la série est annulée, mais les épisodes suivants sont tous diffusés.

### Casting
Les rôles principaux ont été attribués dans cet ordre : Sofia Black-D'Elia et Joel Courtney, puis Jon Fletcher, Diogo Morgado, Shantel VanSanten et Craig Frank,.
Parmi les invités annoncés : Navid Negahban et Lauren Bowles, Sam Littlefield et Jessika Van, Jamie Bamber et Riley Smith, et Winston Duke.

## Épisodes
1. Onde de choc (The Awakening)
2. Les Anges de l'Apocalypse (Strange Magic)
3. Le Premier Cavalier (Path to Paradise)
4. L'Avocat du Diable (Drums of War)
5. Abaddon (Eye in the Sky)
6. Compte à rebours (Metamorphosis)
7. Deus Ex Machina (Deus Ex Machina)
8. Divisions (A House Divided)
9. Le Vrai Visage de la mort (Death Becomes Her)
10. L'Esprit de mission (Why We Fight)
11. Les Deux Frères (Harvest)
12. Une lueur d'espoir (Spark of Hope)
13. Houston on a un problème (Houston, We Have a Problem)

## Pouvoirs des personnages
- Vera Buckley : Elle a le don de projection astrale.
- Peter Moore : Il a une force physique sur-développée.
- Joshua Silburn : Il a le pouvoir de prémonition.
- Raul Garcia : Il a la capacité de lire dans les pensées.
- Erin Calder : Elle a le pouvoir de guérison.
- Zahir Zakaria : Il peut absorber et rejeter de l'électricité.
- Koa Lin : Elle peut se métamorphoser.

## Accueil

### Critiques
Sur le site Web d'agrégation de critiques Rotten Tomatoes, la série a reçu un accueil mitigé des critiques, avec une note de 47 % basée sur 17 avis, pour une note de 5,6⁄10. Le consensus du site se lit comme suit: "Les Messagers font éclater des éclats de potentiel, mais finissent par s'effondrer sous des récits dérivatifs et confus". Metacritic a donné à la série un score de 56⁄100 basé sur 15 avis, indiquant "avis mitigés ou moyens".
En France, l'accueil est plus favorable, le site Allociné lui donne une note 3.7⁄5.

### Audiences

#### Aux États-Unis
| Saison | Nombre d’épisodes | Diffusion originale | Diffusion originale | Diffusion originale | Diffusion originale            |
| Saison | Nombre d’épisodes | Années              | Début de saison     | Fin de saison       | Audience moyenne (en millions) |
| ------ | ----------------- | ------------------- | ------------------- | ------------------- | ------------------------------ |
| 1      | 13                | 2015                | 17 avril 2015       | 24 juin 2015        | 0,78                           |